# Il Giallo Mondadori dal 2801 al 2900
|  | I 100 precedenti: Il Giallo Mondadori dal 2701 al 2800 |

## Dal N.2801 al N.2900
| N.   | Titolo italiano                  | Autore                           | Titolo originale                   | Pubblicazione     |
| ---- | -------------------------------- | -------------------------------- | ---------------------------------- | ----------------- |
| 2801 | lo spirito della legge           | Paul Halter                      | La toile de penelope               | 29 settembre 2002 |
| 2802 | L'angelo custode                 | Carlene Thompson                 | Tonight You're Mine                | 13 ottobre 2002   |
| 2803 | L'ombra dello scandalo           | Deryn Lake                       | Death in the west wind             | 20 ottobre 2002   |
| 2804 | Biglietto di sola andata         | Annamaria Fassio                 |                                    | 27 ottobre 2002   |
| 2805 | L'uomo che era solo un attore    | David Handler                    | The Woman Who Fell From Grace      | 3 novembre 2002   |
| 2806 | Notti di Halloween               | Leo Bruce                        | Death on Allhallowe'en             | 10 novembre 2002  |
| 2807 | Morte di un tenore               | Rhys Bowen                       | Evanly Choirs                      | 17 novembre 2002  |
| 2808 | Delitto a Cipro                  | M.M. Kaye                        | Death in Cyprus                    | 24 novembre 2002  |
| 2809 | Grazie per la cioccolata         | Charlotte Armstrong              | The Chocolate Cobweb               | 1º dicembre 2002  |
| 2810 | Il gatto che annusava le streghe | Lilian Jackson Braun             | The Cat Who Went up the Creek      | 8 dicembre 2002   |
| 2811 | Il vaso infranto                 | Kate Ross                        | A Broken Vessel                    | 15 dicembre 2002  |
| 2812 | Il caso Degortes                 | Antonio Perria e Massimo Carloni |                                    | 22 dicembre 2002  |
| 2813 | Flint                            | Paul Eddy                        | Flint                              | 2 gennaio 2003    |
| 2814 | L'interrogatorio                 | Thomas H. Cook                   | The Interrogation                  | 16 gennaio 2003   |
| 2815 | Una questione privata            | Peter Lovesey                    | Diamond Dust                       | 30 gennaio 2003   |
| 2816 | I sotterranei di Bologna         | Loriano Macchiavelli             |                                    | 13 febbraio 2003  |
| 2817 | Il giorno del tradimento         | Henry Porter                     | Remembrance Day                    | 27 febbraio 2003  |
| 2818 | Strada senza uscita              | Richard Barre                    | Blackheart Highway                 | 13 marzo 2003     |
| 2819 | Prima che lo sappia il diavolo   | Michael Ledwidge                 | Before the Devil Knows you're Dead | 27 marzo 2003     |
| 2820 | Il passo del serpente            | Stephen Booth                    | Blood on the Tongue                | 10 aprile 2003    |
| 2821 | L'arrivista                      | Howard Roughan                   | The Up and Comer                   | 24 aprile 2003    |
| 2822 | La breve estate dei colchici     | Serge Quadruppani                | Colchiques dans les prés           | 8 maggio 2003     |
| 2823 | Notte di decollo                 | Lynne Heitman                    | Hard Landing                       | 22 maggio 2003    |
| 2824 | Epitaffio                        | James Siegel                     | Epitaph                            | 5 giugno 2003     |
| 2825 | Il vento del cacciatore          | Steve Hamilton                   | The Hunting Wind                   | 19 giugno 2003    |
| 2826 | La città quando piove            | Thomas H. Cook                   | The City when it Rains             | 3 luglio 2003     |
| 2827 | October                          | Daniel Silva                     | The Mark of the Assassin           | 17 luglio 2003    |
| 2828 | L'ultimo ballo                   | Ed McBain                        | The Last Dance                     | 31 luglio 2003    |
| 2829 | Nero come il ricordo             | Carlene Thompson                 | Black for Remembrance              | 14 agosto 2003    |
| 2830 | Una vita da spia                 | Henry Porter                     | A Spy's Life                       | 28 agosto 2003    |
| 2831 | Sotto stretta copertura          | Joseph D. Pistone                | Mobbed Up                          | 11 settembre 2003 |
| 2832 | Los Alamos                       | Joseph Kanon                     | Los Alamos                         | 25 settembre 2003 |
| 2833 | Una città in gabbia              | Annamaria Fassio                 |                                    | 9 ottobre 2003    |
| 2834 | Corte marziale                   | John Katzenbach                  | Hart's War                         | 23 ottobre 2003   |
| 2835 | Tutto ha una fine                | Carlene Thompson                 | All Fall Down                      | 6 novembre 2003   |
| 2836 | Nel nome di Ishmael              | Giuseppe Genna                   |                                    | 20 novembre 2003  |
| 2837 | Hardcase - Un caso difficile     | Dan Simmons                      | Hardcase                           | 4 dicembre 2003   |
| 2838 | Suite algérienne                 | Lorenzo Arruga                   |                                    | 18 dicembre 2003  |
| 2839 | Quando un uomo uccide            | Bill Pronzini                    | In a Evil Time                     | 1º gennaio 2004   |
| 2840 | Il bersaglio                     | Daniel Silva                     | The Marching Season                | 15 gennaio 2004   |
| 2841 | Non dirlo a nessuno              | Harlan Coben                     | Tell No One                        | 29 gennaio 2004   |
| 2842 | Marea                            | Peter Lovesey                    | The House Sitter                   | 12 febbraio 2004  |
| 2843 | Acque nere                       | T. Jefferson Parker              | Black Water                        | 26 febbraio 2004  |
| 2844 | Sotto pressione                  | David Baldacci                   | Saving Faith                       | 11 marzo 2004     |
| 2845 | Studio Sex                       | Liza Marklund                    | Studio Sex                         | 25 marzo 2004     |
| 2846 | Messiah                          | Boris Starling                   | Messiah                            | 8 aprile 2004     |
| 2847 | Candyland                        | Evan Hunter                      | Candyland                          | 22 aprile 2004    |
| 2848 | Scritto col sangue               | Thomas H. Cook                   | Evidence of Blood                  | 6 maggio 2004     |
| 2849 | Il dovere di uccidere            | Simon Kernick                    | The Business of Dying              | 20 maggio 2004    |
| 2850 | Che fine ha fatto Angel?         | Barbara Rogan                    | Hindsight                          | 3 giugno 2004     |
| 2851 | Atto di ribellione               | Zoe Sharp                        | Riot Act                           | 17 giugno 2004    |
| 2852 | L'hotel dei delitti              | Evan Marshall                    | Icing Ivy                          | 1º luglio 2004    |
| 2853 | L'armata perduta di Cambise      | Paul Sussman                     | The Lost Army of Cambyses          | 15 luglio 2004    |
| 2854 | Quella calda estate              | Nora Roberts                     | Carolina Moon                      | 29 luglio 2004    |
| 2855 | Money                            | Ed McBain                        | Money, money, money                | 12 agosto 2004    |
| 2856 | Col cuore in gola                | Edna Buchanan                    | Pulse                              | 26 agosto 2004    |
| 2857 | L'ostaggio                       | Robert Crais                     | Hostage                            | 9 settembre 2004  |
| 2858 | Fiamme                           | John Lutz                        | The Night Watcher                  | 23 settembre 2004 |
| 2859 | Povera Butterfly                 | Annamaria Fassio                 |                                    | 7 ottobre 2004    |
| 2860 | Il restauratore                  | Daniel Silva                     | The Kill Artist                    | 21 ottobre 2004   |
| 2861 | Una faida per Tom                | T. Jefferson Parker              | Cold Pursuit                       | 4 novembre 2004   |
| 2862 | Ultima speranza                  | Ed McBain                        | The Last Best Hope                 | 18 novembre 2004  |
| 2863 | La notte di Babbo Natale         | Serge Quadruppani                | La nuit de la Dinde                | 2 dicembre 2004   |
| 2864 | Il sequestro                     | Vittorio Paganini                |                                    | 16 dicembre 2004  |
| 2865 | Le torri del silenzio            | Philip Jolowicz                  | Walls of Silence                   | 6 gennaio 2005    |
| 2866 | Brindisi mortale                 | David Roberts                    | Sweet Poison 2001                  | 20 gennaio 2005   |
| 2867 | L'affare Mercury                 | Christopher Reich                | The First Billion                  | 3 febbraio 2005   |
| 2868 | Un toast per Tina                | Evan Marshall                    | Toasting Tina                      | 13 febbraio 2005  |
| 2869 | Svaniti nel nulla                | Harlan Coben                     | Gone for Good                      | 3 marzo 2005      |
| 2870 | Il settimo sacramento            | James Bradberry                  | The Seventh Sacrament              | 17 marzo 2005     |
| 2871 | Missione al Nord                 | Nelson Demille                   | Up Country                         | 31 marzo 2005     |
| 2872 | Lo Zen e l'arte dell'omicidio    | Sujata Massey                    | Zen Attitude                       | 14 aprile 2005    |
| 2873 | Segreti di famiglia              | Gerry Boyle                      | Pretty Dead                        | 28 aprile 2005    |
| 2874 | La mano del pomarancio           | Domenico Cacopardo               |                                    | 12 maggio 2005    |
| 2875 | Il volto del male                | Kay Hooper                       | Touching Evil                      | 26 maggio 2005    |
| 2876 | L'inglese                        | Daniel Silva                     | The English Assassin               | 9 giugno 2005     |
| 2877 | Lei non tornerà                  | Carlene Thompson                 | If She Should Die                  | 23 giugno 2005    |
| 2878 | Fuori controllo                  | Lynne Heitman                    | Tarmac                             | 7 luglio 2005     |
| 2879 | L'ultimo detective               | Robert Crais                     | The Last Detective                 | 21 luglio 2005    |
| 2880 | Tempesta                         | Boris Starling                   | Storm                              | 4 agosto 2005     |
| 2881 | L'analista                       | John Katzenbach                  | The Analyst                        | 18 agosto 2005    |
| 2882 | Cruciverba di morte              | Parnell Hall                     | With this Puzzle, I Thee Kill      | 2 novembre 2005   |
| 2883 | L'ultimo dovere                  | Thomas H. Cook                   | Into the Web                       | 16 novembre 2005  |
| 2884 | I dodici sospetti                | Liza Marklund                    | Prime Time                         | 30 novembre 2005  |
| 2885 | La carne di Londra               | Simon Kernick                    | The Murder Exchange                | 13 ottobre 2005   |
| 2886 | Maria Morgana                    | Annamaria Fassio                 |                                    | 27 ottobre 2005   |
| 2887 | California Girl                  | T. Jefferson Parker              | California Girl                    | 10 novembre 2005  |
| 2888 | Respiro                          | Alice Blanchard                  | The Breathtaker                    | 24 novembre 2005  |
| 2889 | La stanza dei delitti            | P.D. James                       | The Murder Room                    | 8 dicembre 2005   |
| 2890 | Il palazzo del diavolo           | Massimo Pietroselli              |                                    | 22 dicembre 2005  |
| 2891 | Il sussurro del male             | Kay Hooper                       | Whisper of Evil                    | 5 gennaio 2006    |
| 2892 | La serie di Oxford               | Guillermo Martinez               | Crímenes imperceptibles            | 19 gennaio 2006   |
| 2893 | Fiori neri                       | Sujata Massey                    | The Flower Master                  | 2 febbraio 2006   |
| 2894 | I corpi nell'ombra               | Jonathan Nasaw                   | The Girls He Adored                | 16 febbraio 2006  |
| 2895 | La morte alle spalle             | Donna Anders                     | In All the Wrong Places            | 2 marzo 2006      |
| 2896 | I delitti del mosaico            | Giulio Leoni                     |                                    | 16 marzo 2006     |
| 2897 | Il giardino degli orrori         | Didier Daeninckx                 | 12, rue Meckert                    | 30 marzo 2006     |
| 2898 | Delitto d'alta moda              | Tara Moss                        | Fetish                             | 13 aprile 2006    |
| 2899 | A sangue freddo                  | Theresa Monsour                  | Cold Blood                         | 27 aprile 2006    |
| 2900 | Gorilla Blues                    | Sandrone Dazieri                 |                                    | 11 maggio 2006    |

|  | I 100 successivi: Il Giallo Mondadori dal 2901 al 3000 |